# Szkarłatny kwiat (manga)
Szkarłatny kwiat (jap. 朱濡れ五葉に降る霜雪は Ake nure goyō ni furu yuki wa) – jednotomowa manga yaoi autorstwa Tomoki Hori, wydana w 2008 roku w Japonii przez wydawnictwo Gentōsha. W Polsce manga została wydana przez wydawnictwo Kotori.

## Opis fabuły
Shibata Yukihiro, młody spadkobierca rodu zajmującego się parzeniem herbaty, znajduje na ulicy postrzelonego mężczyznę, Kazumę. Yukihiro zabiera go do domu i otacza opieką. Kazuma jest członkiem yakuzy, a świat w którym się nagle znalazł jest mu całkiem obcy. Między mężczyznami rodzi się delikatna nić zaufania. Czy jednak przeszłość Kazumy nie będzie zbyt wielkim brzemieniem dla rozkwitających nieśmiało uczuć...?